# Каднар, Любомир
Любомир Каднар (словац. Ľubomír Kadnár; 27 сентября 1941, Братислава — 9 ноября 2008, там же) — словацкий гребец-байдарочник, выступал за сборную Чехословакии на всём протяжении 1960-х и в начале 1970-х годов. Участник летних Олимпийских игр в Мюнхене, победитель и финалист многих регат национального и международного значения, 26-кратный чемпион Чехословакии. Также известен как тренер и спортивный администратор, президент Федерации гребли на байдарках и каноэ Словакии.

## Биография
Любомир Каднар родился 27 сентября 1941 года в Братиславе. Активно заниматься греблей начал в раннем детстве, проходил подготовку в столичном спортивном клубе «Татран», расположенном в районе Карлова Вес.
Первого серьёзного успеха на взрослом международном уровне добился в 1961 году, когда попал в основной состав чехословацкой национальной сборной и побывал на чемпионате Европы, где занял пятое место в зачёте четырёхместных байдарок на дистанции 10000 метров вместе с Вилемом Беранеком, Владимиром Голым и Штефаном Паялом. Два года спустя выступил на чемпионате мира в югославском Яйце, став седьмым в байдарках-двойках с Рихардом Плайером. В 1965 году на европейском первенстве был четвёртым в двойках на пяти километрах c Плайером, Вацлавом Марой и Павлом Квасилом, тогда как на мировом первенстве в следующем сезоне показал в четвёрках на тысяче метрах шестой результат с Плайером, Киндлем и Беранеком.
На чемпионате мира 1971 года Каднар выступал сразу в двух дисциплинах: в четвёрках финишировал восьмым на одном километре и девятым на десяти километрах. Благодаря череде удачных выступлений удостоился права защищать честь страны на летних Олимпийских играх 1972 года в Мюнхене — в составе четырёхместного экипажа, куда вошли также гребцы Ладислав Соучек, Зденек Богутинский и Павел Квасил, на дистанции 1000 метров дошёл до финала, но там пришёл к финишу последним девятым. Вскоре по окончании этой Олимпиады принял решение завершить спортивную карьеру, уступив место в сборной молодым чехословацким гребцам.
Впоследствии работал тренером по гребле на байдарках и каноэ, в том числе участвовал в подготовке национальной сборной Чехословакии к Олимпийским играм 1992 года в Барселоне, где его четвёрка в итоге заняла четвёртое место, немного не дотянув до призовых позиций. В течение трёх лет возглавлял Федерацию гребли на байдарках и каноэ Чехословакии, затем стал президентом соответствующей словацкой федерации. Был почётным членом Олимпийского комитета Словакии. Его сын Юрай тоже стал довольно известным гребцом-байдарочником, участвовал в двух Олимпийских играх, попадал в число призёров на чемпионатах Европы и мира.
Умер 9 ноября 2008 года в Братиславе в результате скоротечной тяжёлой болезни.